# NGC 122
NGC 122 is een ster in het sterrenbeeld Walvis.
NGC 122 werd op 27 september 1880 ontdekt door de Duitse astronoom Ernst Wilhelm Leberecht Tempel.